# Enicospilus nops
Enicospilus nops là một loài tò vò trong họ Ichneumonidae.